# Mudenbach
Mudenbach ist eine Ortsgemeinde im Westerwaldkreis in Rheinland-Pfalz. Sie gehört der Verbandsgemeinde Hachenburg an.

## Geographische Lage
Mudenbach liegt auf 286 m ü. NHN im nördlichen Teil des Westerwaldes an der Wied. Die Gemeinde ist überwiegend landwirtschaftlich strukturiert. Zu Mudenbach gehören die Ortsteile Farrenau und Hanwerth.
Die Gemarkung grenzt im Westen an Borod und Ingelbach (Landkreis Altenkirchen), im Norden an Kroppach und Marzhausen, im Osten an Hattert und im Süden beim Ortsteil Hanwerth an Wahlrod.

## Geschichte
Der Ort wurde erstmals 1270 urkundlich erwähnt. Für 1772 ist Schieferabbau in der Gemarkung überliefert, für 1794 eine erste und 1849 eine zweite Pulvermühle. 1892 und 1898 wurde die Pulverproduktion eingestellt. Anstelle eines dieser Mühlen entstand das Hofgut Farrenau.
Mudenbach gehörte zum Kirchspiel Kroppach und landesherrlich zur Grafschaft Sayn. Die Einwohner wurden nach der Einführung der Reformation in der Grafschaft Sayn lutherisch und später reformiert. Nach der Landesteilung der Grafschaft Sayn im 17. Jahrhundert gehörte Mudenbach zur Grafschaft Sayn-Hachenburg. 1799 kam die Grafschaft auf dem Erbweg an die Fürsten von Nassau-Weilburg. Im Zusammenhang mit der Bildung des Rheinbundes kam die Region und damit auch Mudenbach 1806 an das neu errichtete Herzogtum Nassau. Unter der nassauischen Verwaltung war Mudenbach dem Amt Hachenburg zugeordnet. Nach der Annexion des Herzogtums Nassau, kam der Ort 1866 an das Königreich Preußen und gehörte von 1868 an zur Provinz Hessen-Nassau und zum Oberwesterwaldkreis. Seit 1946 ist Mudenbach Teil des Landes Rheinland-Pfalz.
Kulturdenkmäler
→ siehe Liste der Kulturdenkmäler in Mudenbach
Bevölkerungsentwicklung
Die Entwicklung der Einwohnerzahl von Mudenbach, die Werte von 1871 bis 1987 beruhen auf Volkszählungen:
| Jahr | Einwohner         |
| 1579 | 18 Häuser         |
| 1624 | 13 Feuerstätten   |
| 1714 | 41 Mann, 2 Witwen |
| 1760 | 140               |
| 1815 | 203               |
| 1835 | 260               |
| 1871 | 356               |

| Jahr | Einwohner |
| 1905 | 477       |
| 1939 | 584       |
| 1950 | 663       |
| 1961 | 692       |
| 1970 | 732       |
| 1987 | 697       |
| 2005 | 812       |

1723 sind erstmals Juden in Mudenbach nachgewiesen.

### Hanwerth
Der Nachbarort Hanwerth wurde im Jahr 1818 nach Mudenbach eingemeindet. Hanwerth wird erstmals 1358 erwähnt. Vor 1818 gehörte der Ort zu Oberhattert. 1672 wurde im Ort eine Ölmühle errichtet, 1687 eine Eisenschmelze mit Hammerhütte. 1834 ersetzte eine Knochenmühle den Hammer, die von 1863 als Mahlmühle betrieben wurde. Daneben entstand 1866 eine Ölmühle, die sich aber bereits in der Gemarkung Wahlrod befand. Für 1576 werden in Hanwerth drei Häuser genannt, für 1624 drei Feuerstätten, für 1714 fünf Mann und für 1793 drei Häuser.

## Politik

### Bürgermeister
Hartmut Müller wurde im Juni 2024 zum Ortsbürgermeister von Mudenbach gewählt.
Seine Vorgängerin war Christa Hülpüsch seit Juli 2014. Bei der Direktwahl am 26. Mai 2019 wurde sie mit einem Stimmenanteil von 81,68 % für weitere fünf Jahre in ihrem Amt bestätigt.
Der Vorgänger von Christa Hülpüsch war Wolfgang Petri.

### Wappen
| Wappen von Mudenbach | Blasonierung: „Gespalten von Silber und Blau. Über einer gesenkten Wellenleiste in verwechselten Farben vorn ein blaues Kleeblatt, hinten eine silberne Säule. Unten ein Mühlrad in verwechselten Farben.“ |
| Wappen von Mudenbach | |

## Verkehr
Mudenbach wird über die Landesstraße 265 zur Bundesstraße 8 an das überörtliche Verkehrsnetz angeschlossen. Die Bundesstraße verbindet den Ort mit den Mittelzentren Hachenburg und Altenkirchen. Zu den Autobahnanschlüssen der A 3 Ransbach-Baumbach und Dierdorf gelangt man über die B 8/B 413. Zur Anschlussstelle Hennef der A 560 gelangt man direkt über die B 8. Der nächstgelegene ICE-Halt ist der Bahnhof Montabaur an der Schnellfahrstrecke Köln–Rhein/Main.

## Persönlichkeiten
- Karl Schmidt (1885–1986), Bürgermeister und Mitglied des Provinziallandtages der Provinz Hessen-Nassau